# Franz Hauschild
Franz Hauschild (* 1907 in Greiz; † 7. Februar 1996) war ein deutscher Journalist und Musikwissenschaftler.

## Leben und Wirken
Nach dem Schulabschluss studierte Hauschild an der Universität München, wo er 1934 zum Dr. phil. promovierte. Er lebte in Greiz, wo er mehrere Stadt- und Wanderführer publizierte. Außerdem war er Mitbegründer der „Greizer Musikwochen“ und des „Stavenhagen-Wettbewerbes“.
Sein 1937 geborener Sohn war der Dirigent Wolf-Dieter Hauschild.

## Werke (Auswahl)
- Anfänge und Entwicklung des Feuilletons in der Münchener Nachrichten-Presse (1628–1848). Ein Beitrag zur Entwicklungsgeschichte des deutschen Feuilletons. München 1934.
- (mit Erich Martin und Friedrich Schneider): Greiz. Rat der Stadt, Greiz 1947.
- (mit Erich Martin): Greiz, Elsterberg, Berga. (Unser kleines Wanderheft, 84). VEB Bibliographisches Institut, Leipzig 1958.
- Greiz. Rat der Stadt, Greiz 1958.
- Greiz. 2., veränd. Aufl., Rat der Stadt, Greiz 1961.
- (mit Theo Ficker): Greiz und Umgebung. Tourist-Verlag, Berlin, Leipzig 1978.